# Arbousier
Arbutus unedo
«  Arbouse » redirige ici. Ne pas confondre avec Argouse.
Cet article possède un paronyme, voir Argousier.
Espèce
Classification APG III (2009)
Synonymes
- Arbutus crispa Hoffmgg.
- Arbutus croomii Hort.
- Arbutus idaea Gandoger
- Arbutus integrifolia Sims (synonyme ambigu)
- Arbutus intermedia Heldr. ex Nym.
- Arbutus laurifolia L. fil. (synonyme ambigu)
- Arbutus microphylla Hort.
- Arbutus nothocomaros Heldr. ex Nym.
- Arbutus serratifolia Salisb. (synonyme ambigu)
- Arbutus turbinata Pers. ex Rchb.
- Arbutus unedo var. tangerina Pau
- Arbutus vulgaris Bub.
- Unedo edulis Hoffmgg. & Link
- Unedo globosa Jord.[1]

Répartition géographique
Statut de conservation UICN

 LC : Préoccupation mineure
L'Arbousier ou Arbousier commun (Arbutus unedo), parfois appelé Arbre à fraises, est une espèce de plante à fleurs de la famille des Ericaceae. Ce sont des arbustes ou de petits arbres qui poussent sur l'ensemble du pourtour méditerranéen occidental mais aussi dans le nord du pourtour oriental. Son fruit est appelé arbouse (et n'a pas de rapport avec la fraise).
Cette espèce est considérée comme pyrophile.

## Étymologie et dénominations
Pline l'Ancien explique ainsi son nom de « unedo » que Linné réutilisera pour le nom scientifique de l'espèce : « L'arbouse est un fruit peu considéré, comme l'indique son nom (unedo) : il vient de ce qu'on n'en mange qu'une (unum edo) ».
L'arbre possède plusieurs dénominations secondaires ou régionales en français comme Arbre aux fraises ou Arbre à fraises, Arbre-fraise, Frôle et Olonier.
Il est appelé madroño en espagnol, medronheiro en portugais, arboç en occitan, arboç ou cirerer d'arboç en catalan, àlbitru en corse, corbezzolo en italien, olidone en sarde, Hagapfel, Meerkirsche, Westlicher Erdbeerbaum en allemand, strawberry tree, apple of Cain, cane apple en anglais, قطلب أونيدو en arabe, « ⴰⵙⴰⵙⵏⵓ » (asesno, asesnu, sasnu, asisnu, isisnu, sisnu, sessu…) en tamazight.

## Description

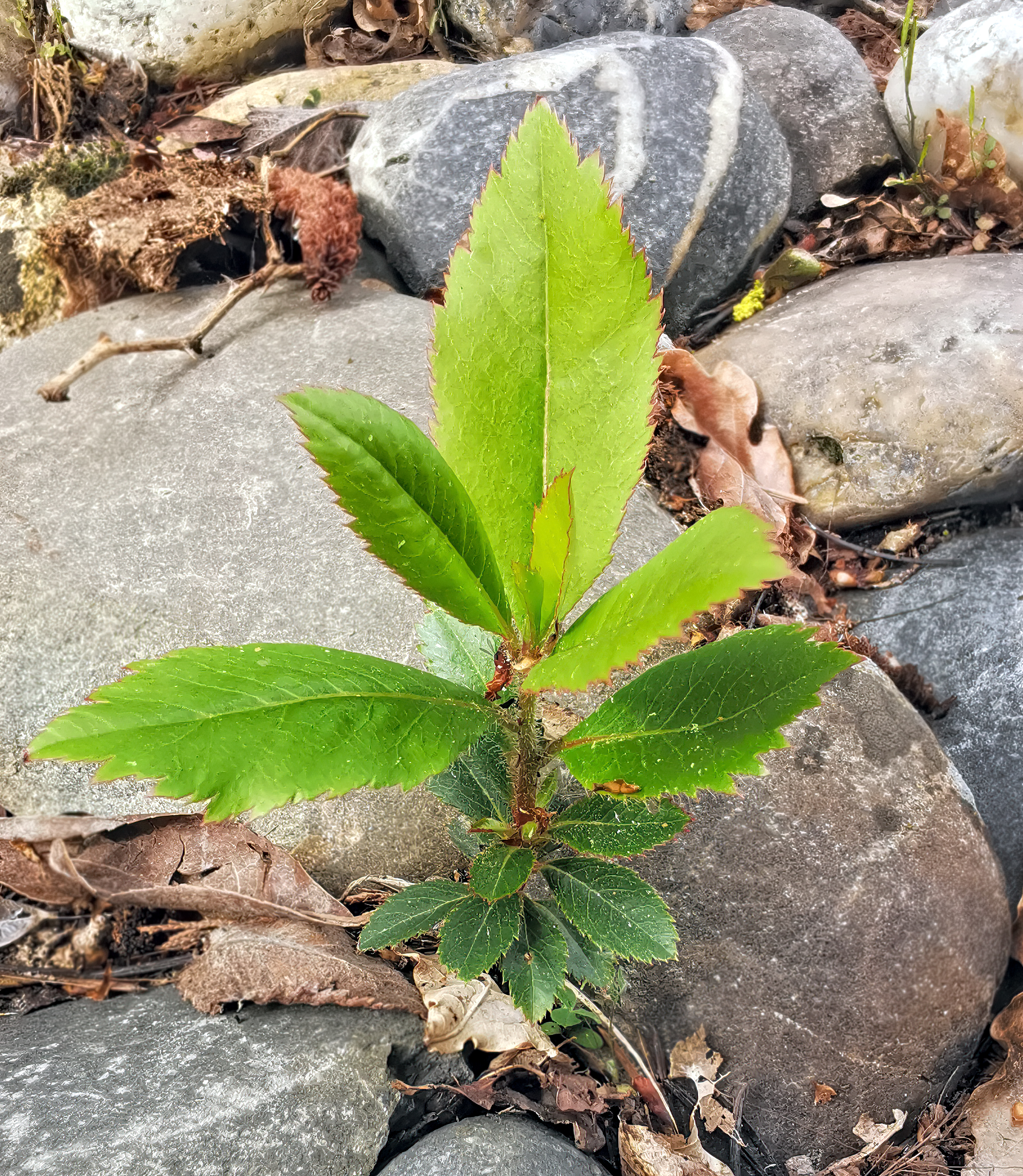
Jeune plant de deux ans.
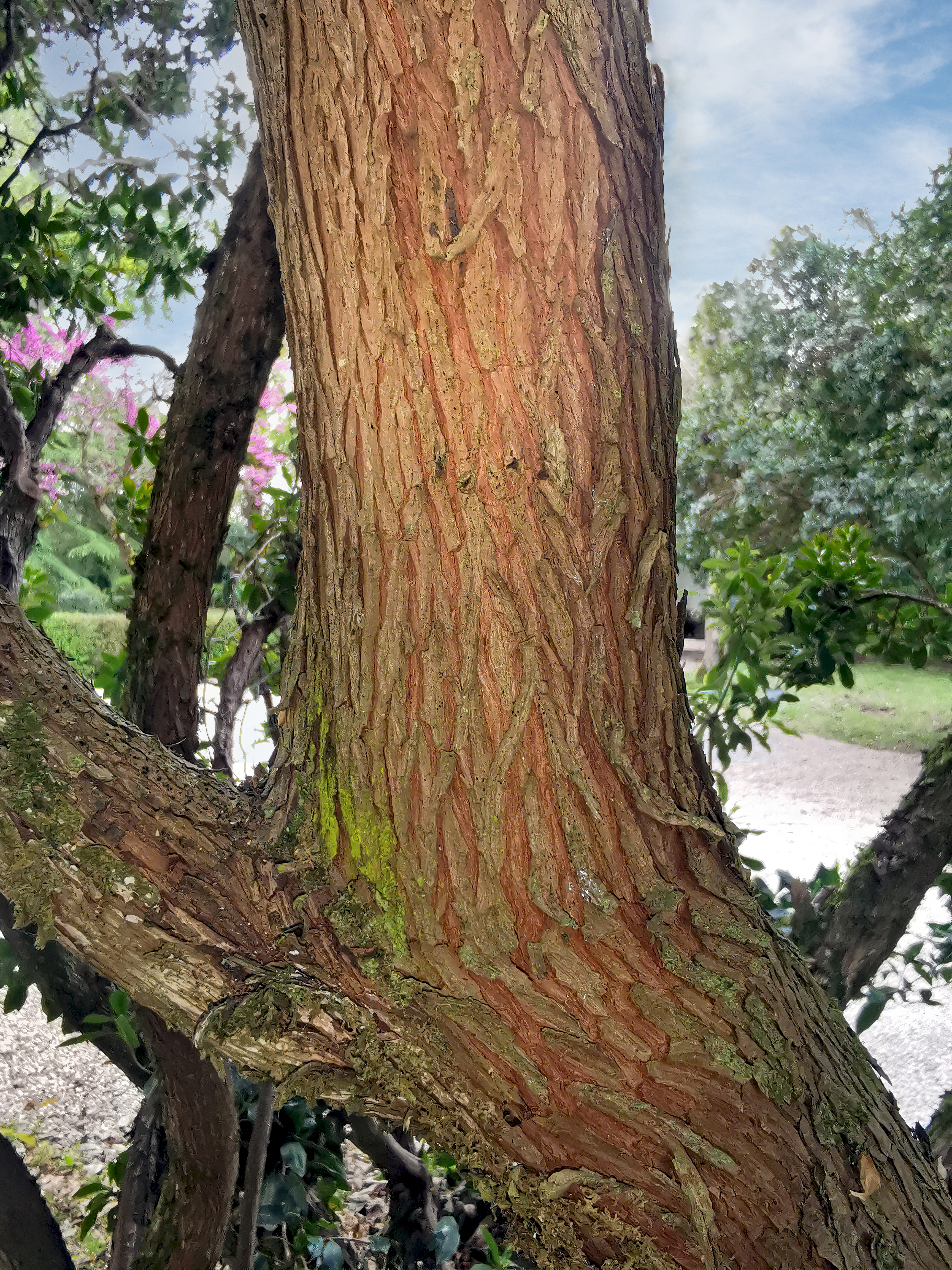
Écorce.
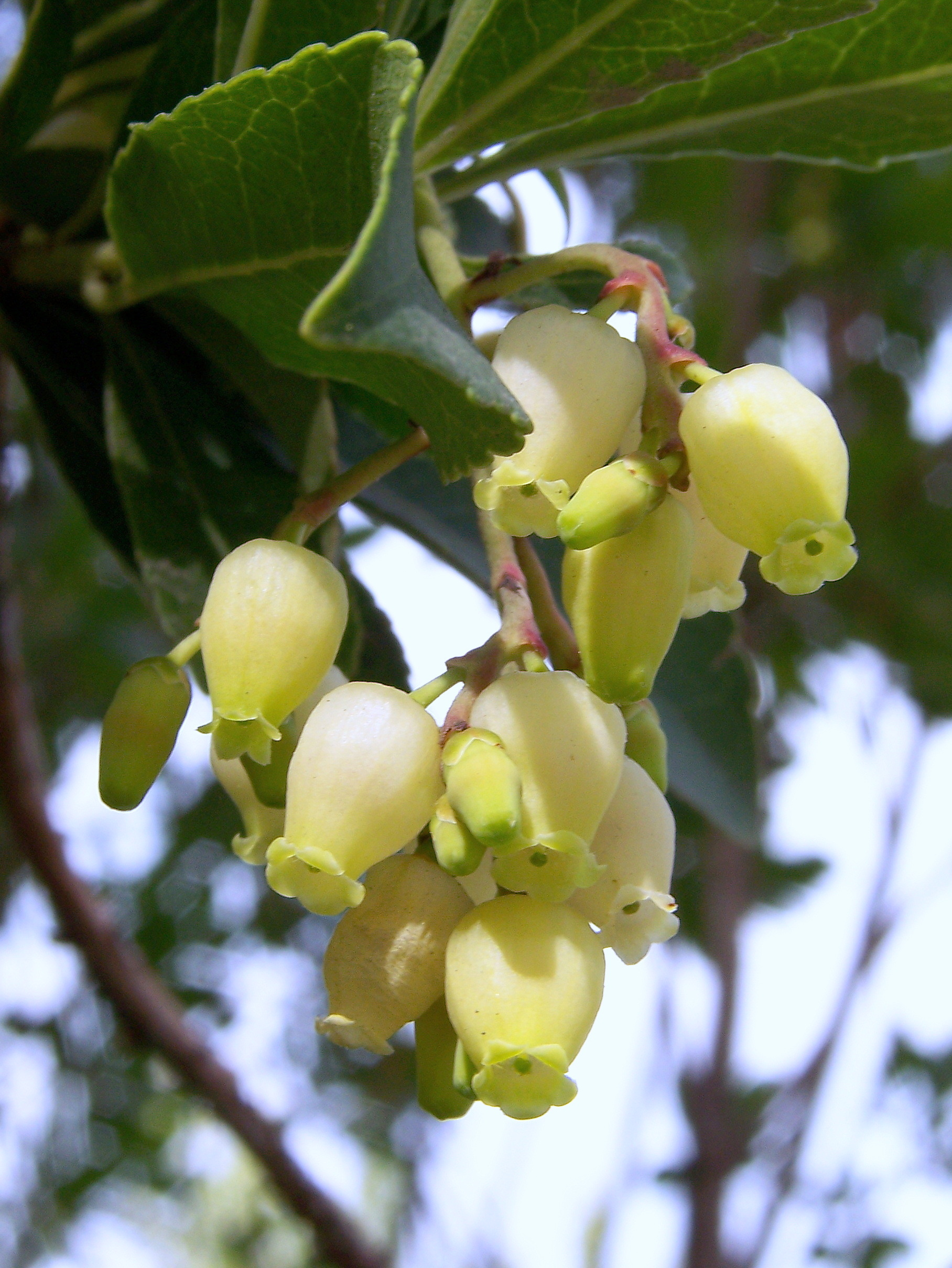
Fleurs.
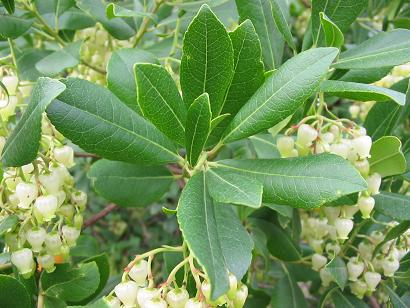
Feuilles et fleurs.
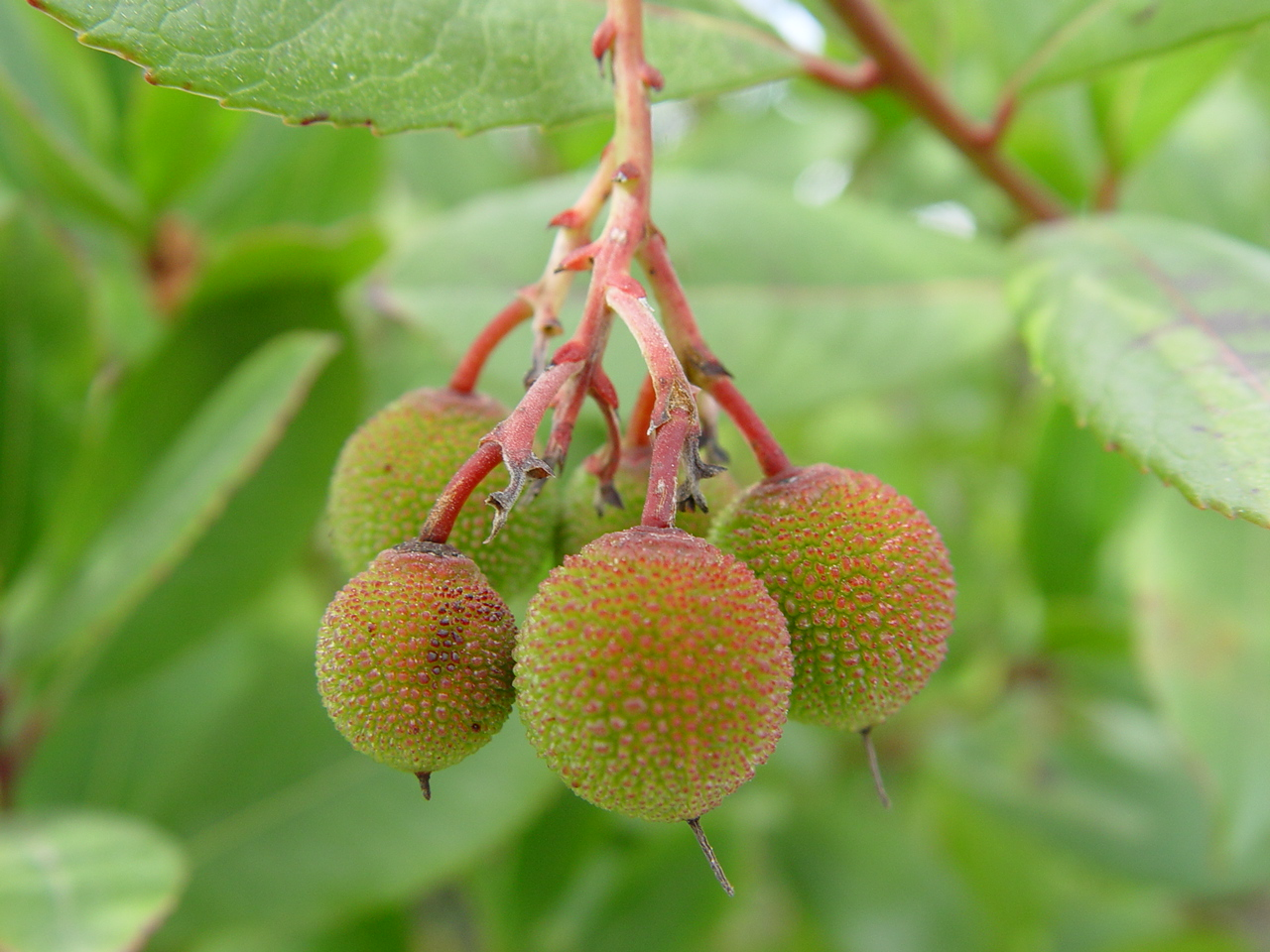
Arbouses immatures.
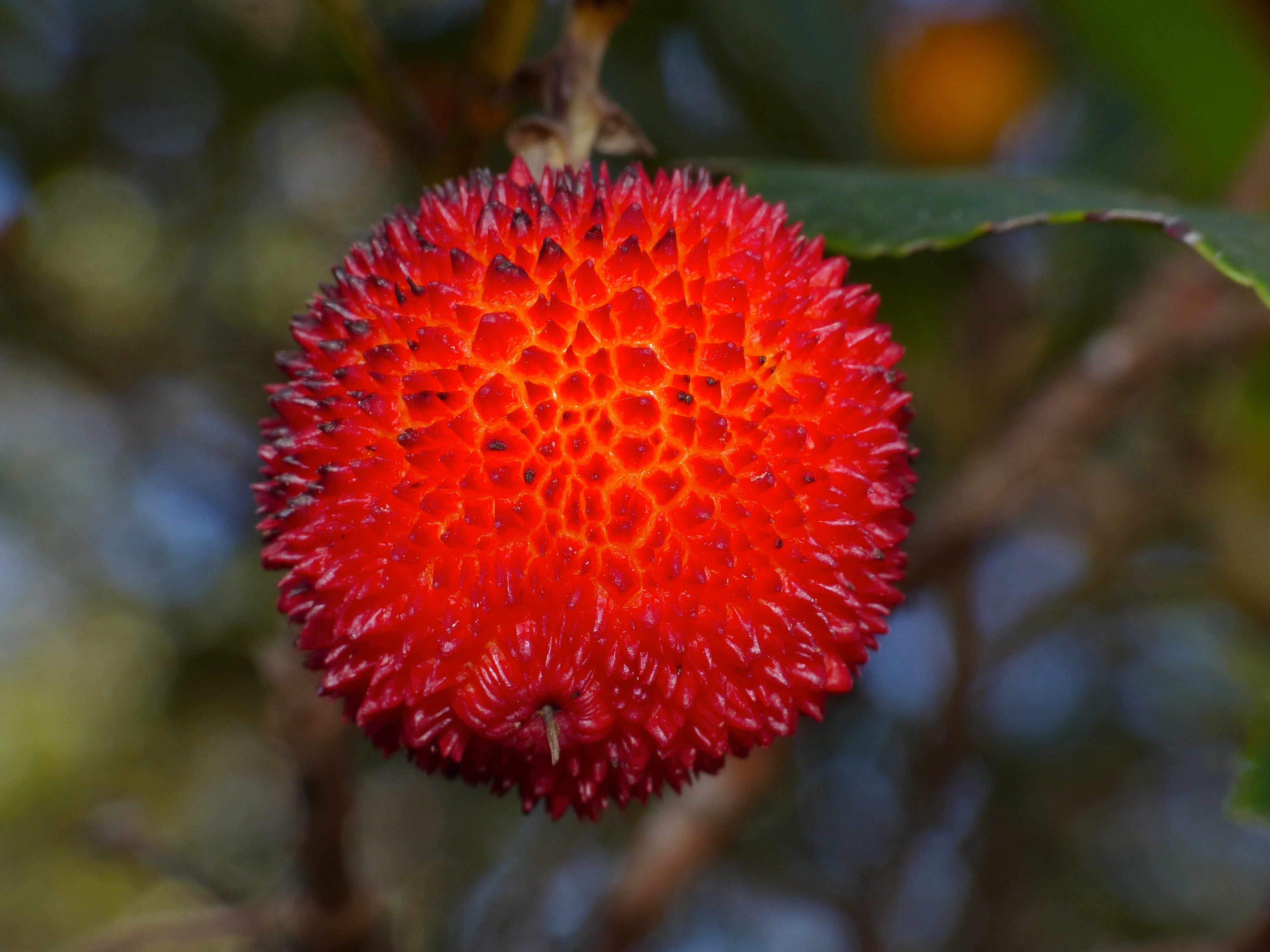
Arbouse mature.
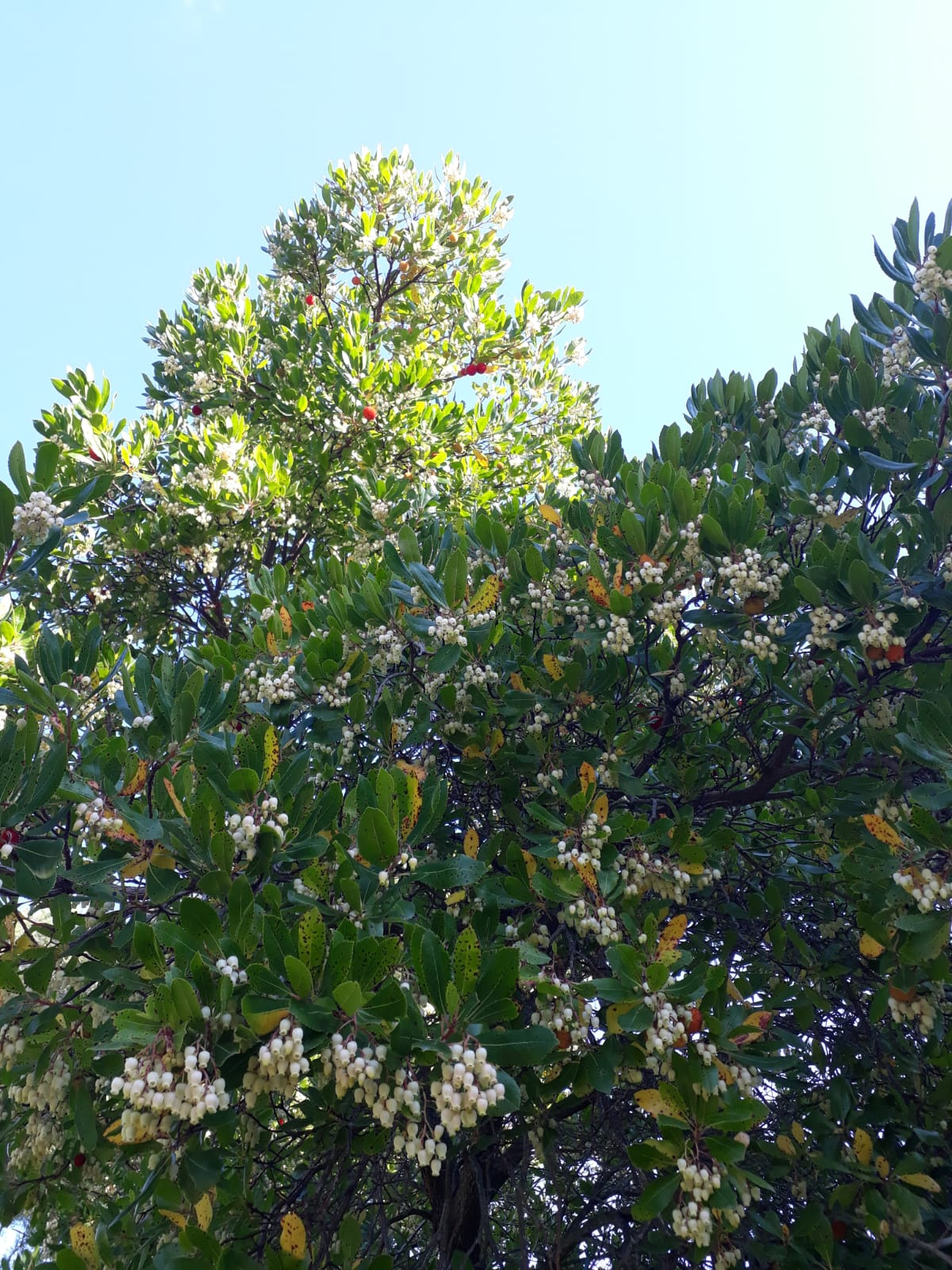
Arbousier en fleurs et fruits.

### Appareil végétatif

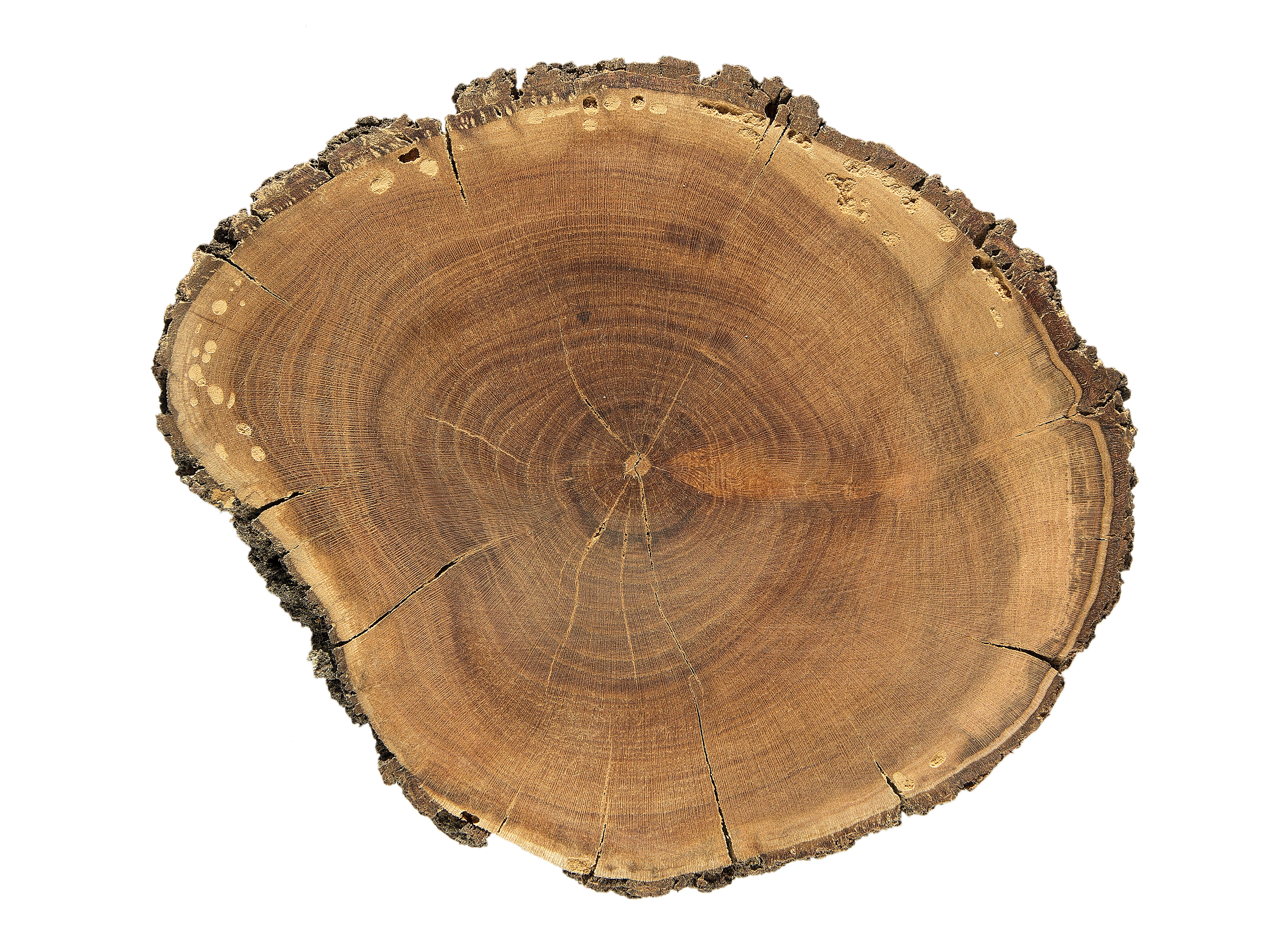
Section transversale d'un tronc dArbutus unedo.

L'arbousier est un arbuste de 8 à 12 mètres de haut, 3 à 5 mètres sous les climats plus tempérés. L'écorce, gris brunâtre à la base, devient rougeâtre à la partie supérieure des branches.
Ses feuilles à bordure dentée d'une dizaine de centimètres de long sont persistantes, ovales, alternes, vert foncé luisant au-dessus, vert pâle dessous, à pétioles court.

### Appareil reproducteur
Les fleurs blanc-verdâtre, en forme de clochettes blanches, pendent en grappes d'octobre à janvier, en même temps que les fruits de l'année précédente.
Le fruit, rouge orangé à maturité, est une baie charnue, sphérique, à peau rugueuse, couverte de petites pointes coniques. Toutefois, il ne faut pas le confondre avec la fraise chinoise (Myrica rubra), très similaire mais qui possède un noyau[réf. souhaitée]. C'est un fruit comestible, sans goût très prononcé, qui est mûr en hiver.
La chair est molle, un peu farineuse, acidulée et sucrée, et elle contient de nombreux petits pépins.

## Habitat et répartition

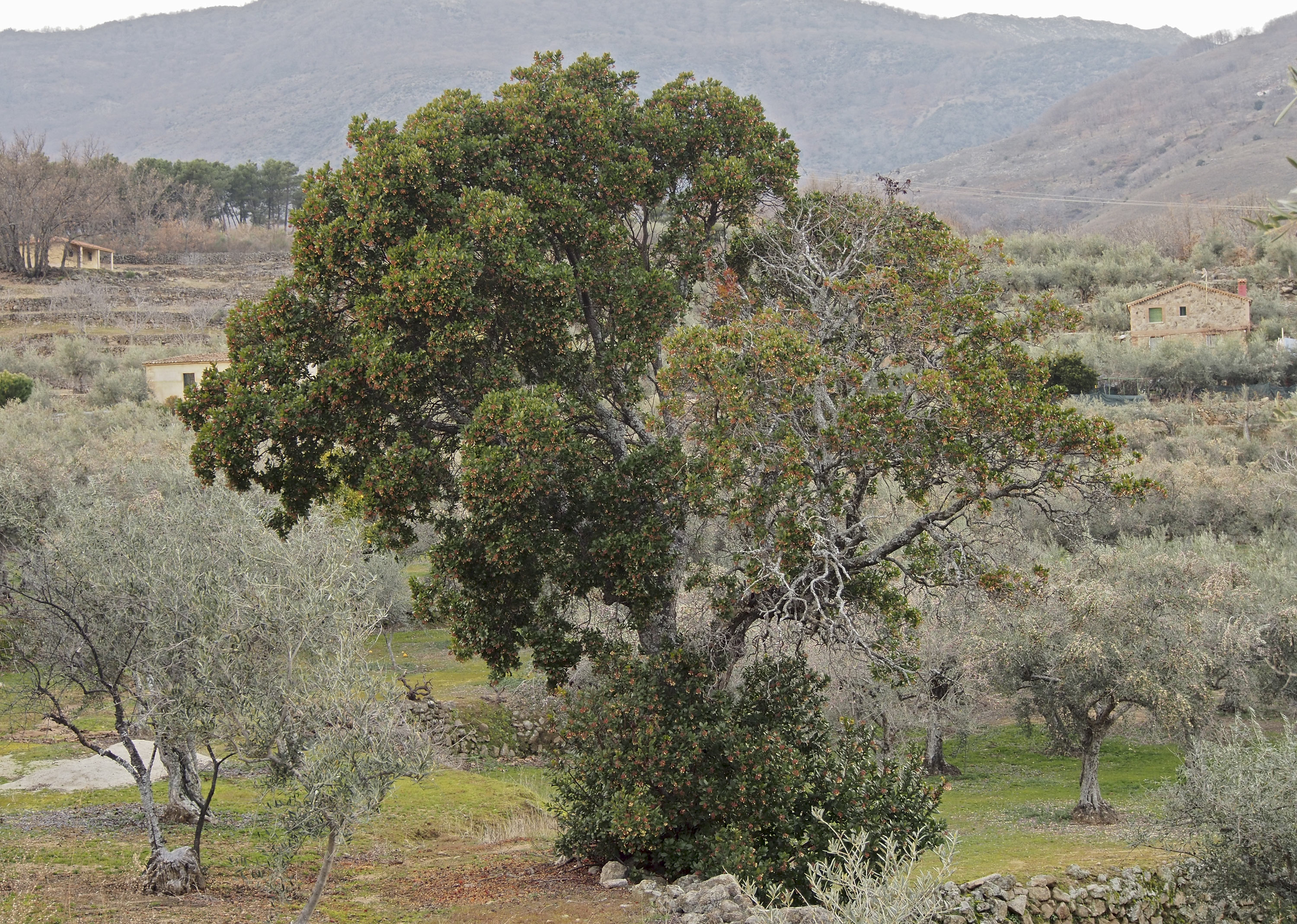
Aspect général d'un spécimen en Estrémadure.

Écogramme, d’après Jean-Claude Rameau et al..

L'arbousier est présent dans l'ensemble du pourtour méditerranéen occidental, presque exclusivement sur sols siliceux, parfois sur des calcaires non actifs ou dolomitiques. Il est le compagnon du Chêne-liège (Quercus suber) sur sol acide.
Dans le Midi de la France, il prospère particulièrement dans certaines régions des Pyrénées-Orientales, le Var (Maures et Esterel) et en Corse où il peuple abondamment le maquis ; dans le Sud-Ouest, il est très répandu le long de la côte landaise sur les sols sablonneux compris entre Bordeaux et l'océan, et remonte au nord jusqu'au littoral de la Loire-Atlantique. Par exemple, on peut en apercevoir en zone de failles calcaires à l'aven-grotte de la Forestière en Ardèche, très présent dans les Cévennes, et dans les Monts de Saint-Guilhem.
En Afrique du nord, il existe dans la côte montagneuse, très présent au Maroc mais aussi près des côtes en Tunisie et en Algérie.
Dans la partie orientale du bassin méditerranéen, il existe une autre espèce d'arbousier, l'Arbousier de Chypre Arbutus andrachne (au tronc orangé et aux fruits non comestibles), présente dans les Balkans, en Grèce et en Turquie. Un hybride entre ces deux espèces Arbutus × andrachnoides est également connu.

## Écologie
Il préfère les sols acides, riches et bien drainés et une exposition ensoleillée.
L'arbousier présente une racine pivotante qui peut atteindre plusieurs dizaines de mètres.
La chenille du papillon de jour (rhopalocère) nymphale de l'arbousier, alias Jason, Pacha à deux queues, Charaxes jasius, etc. se nourrit d'arbousier.
La principale maladie touchant l'arbousier est la septoriose, également connue sous le nom de Didymosporium arbuticola Zeller, provoquée par un champignon phytopathogène : Septoria unedonis.

## L'arbousier et l'Homme

### Propriétés et utilisation
Cette plante est riche en tanins. Ses fruits se consomment crus ou cuits sous forme de marmelades et de confitures ainsi que des liqueurs. Le bois, au grain très fin, est utilisé en marqueterie et pour fabriquer des objets tournés.
L'écorce brun rouge est diurétique. En décoction, sa racine est utilisée contre l'hypertension.
On lui attribue des propriétés anti-inflammatoires. L'arbousier est également efficace contre les rhumatismes.
Les feuilles, l'écorce et le fruit sont réputés astringents, et efficaces pour stopper la diarrhée (pris en décoction).

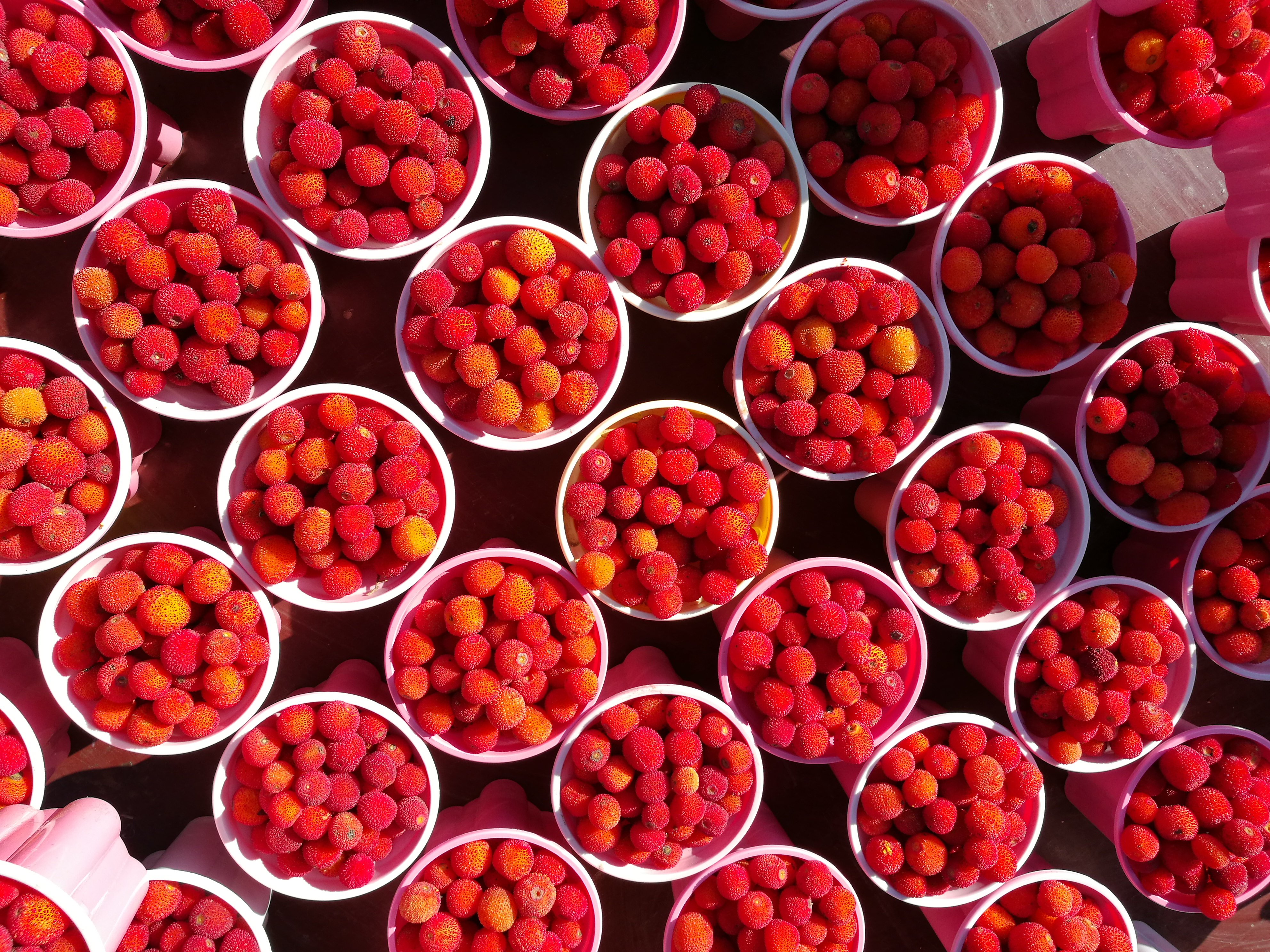
Arbouses vendues en Algérie.

Le fruit peut être consommé cru, être utilisé pour la confection de confitures et de pâtisseries, ou fermenté pour produire une boisson alcoolisée. Il possède une très légère toxicité : consommé cru en trop grande quantité, il peut induire des coliques bénignes et des vomissements. On en tire une liqueur, un vin distillé en brandy, du miel (notamment l'amaro de corbezzolo en Sardaigne), une eau-de-vie portugaise (medronho (en)). Il entre dans la composition de certains gâteaux en Espagne, ainsi que dans le nord du Maroc où les enfants les vendent au bord des routes du Rif en novembre ; il en est de même en Algérie. Ses fruits aromatisent la bière corse Torra blonde.
Les feuilles et les fruits se récoltent à l'automne, le bois et la racine peuvent l'être à la même époque ou au printemps.

### Arbuste ornemental

Feuilles, fruits et fleurs de l'arbousier.

C'est une plante essentiellement sauvage en France ; cependant elle est aussi utilisée comme arbuste ornemental. Elle est assez répandue dans les parcs et jardins d'Espagne, mais sa présence s'accroît en France, notamment à Paris. Dans ce contexte ornemental, où ses dimensions sont généralement plus réduites, il est souvent appelé « Arbre à fraises » ou « Arbre aux fraises ».
L'arbousier est un arbre à croissance lente, rustique jusqu'à −15 °C. Il se multiplie par semis ou bouturage.

#### Cultivars
Le cultivar Compacta est le plus adapté à la culture en pot.
Le 'Rubra' donne des fleurs roses au lieu des blanches classiques et ce cultivar est aussi le plus résistant à la sécheresse.

### Dans les arts

L'arbousier, en compagnie de l'ours, sur les armes de la ville de Madrid.

- L'arbousier est présent sur les blasons de Madrid, El Madroño et Navas del Madroño (madroño étant le nom espagnol de l'arbousier).
- L'Arbousier est une nouvelle de la romancière anglaise Ruth Rendell, dont l'action se déroule lors d'un étrange été dans l'île espagnole de Majorque, dans les Baléares.
- L'arbousier est présent, dans la symbolique, dans le tableau Le Jardin des délices de Jérôme Bosch appelé aussi la peinture de l'arbousier.